# ویویان پارک (یوتا)
ویویان پارک (به انگلیسی: Vivian Park) یک منطقهٔ مسکونی در ایالات متحده آمریکا است که در شهرستان یوتا، یوتا واقع شده‌است. ویویان پارک ۱٬۵۸۴٫۹۸ متر بالاتر از سطح دریا واقع شده‌است.